# Association hellénique d'athlétisme amateur
L'Association hellénique d'athlétisme amateur (AHAA o SEGAS, in greco Σύνδεσμος Ελληνικών Γυμναστικών Αθλητικών Σωματείων (ΣΕΓΑΣ)?) è una federazione sportiva che ha il compito di promuovere la pratica dell'atletica leggera e coordinarne le attività dilettantistiche ed agonistiche in Grecia.
Fino al 1983, i club di atletica leggera di Cipro erano affiliati alla SEGAS greca prima della creazione della Amateur Athletic Association of Cyprus.